# Le Classique
Le Classique (pronunciación en francés: /lə klasik/, en español: «El Clásico»), también conocido en francés como Derby de France o Le Classico, o en español como el Clásico francés, es un partido de fútbol disputado entre los equipos más laureados de Francia, el Olympique de Marsella (OM) y el París Saint-Germain (PSG). El término Le Classique sigue el modelo de «El Clásico» del fútbol español, disputado entre el Real Madrid Club de Fútbol y Fútbol Club Barcelona, siendo este último más dualizado que el francés.
Estos enfrentamientos se hicieron importantes durante la década de 1980 y comienzos de la década de 1990. Canal + y Bernard Tapie promovieron la rivalidad en los enfrentamientos entre ambos clubes, por lo que estos partidos adquirireron un claro interés para todos los aficionados al fútbol francés. La tensión entre los aficionados del Olympique de Marsella y París Saint-Germain es muy alta y los estadios de ambos clubes son de clase mundial, el Stade Vélodrome y el Parc des Princes, que son reconocidos por su ferviente ambiente. Cada vez más, los diversos aficionados marselleses y parisinos se han profesado una profunda rivalidad. Por ello se llevan a cabo importantes medidas de seguridad en cada partido para evitar enfrentamientos entre ellos, pero, pese a ello, los episodios violentos se producen cada vez que se enfrentan los dos equipos.
Como todas las grandes rivalidades, la antipatía entre París Saint-Germain y Olympique de Marsella se extiende fuera del terreno de juego, ya que París y Marsella son las dos ciudades más importantes de Francia, mientras que sus clubes son los más exitosos e influyentes del país, que han ganado diecinueve títulos de Ligue 1 entre ambos, veinticuatro Copas de Francia, doce Copas de la Liga y catorce Supercopas de Francia. Ambos clubes también son los únicos clubes franceses que han ganado un trofeo europeo importante: el PSG consiguió la Recopa de Europa en 1996, la Liga de Campeones de la UEFA en 2025 y el Olympique se proclamó campeón de la Liga de Campeones de la UEFA en 1993. Ambos fueron las fuerzas dominantes antes de la aparición del Olympique de Lyon en el siglo XXI. Sin embargo, en la actualidad los polos son opuestos entre ambos equipos; la reciente irregularidad en el campeonato doméstico por parte del Olympique de Marsella, y el dominio absoluto los últimos años del París Saint-Germain han permitido que la rivalidad y el deseo de competencia aumente aún más. PSG y OM son junto con el Saint-Étienne, los únicos clubes franceses con una verdadera base de aficionados leal y apasionados, dando al partido más importante del país una atmósfera especial.

## Historia
El llamado "clásico francés" tiene una importancia histórica, cultural y social que hace que sea más que un simple partido de fútbol, ya que se enfrenta la capital del estado contra una capital de provincia. El partido es a menudo referido como el Norte contra el Sur, ya que uno representa París, la capital del país, y Marsella, la principal ciudad del sur de Francia. Muchos franceses no sienten simpatía por París debido a su influencia política dominante, cultural y económica y, por extensión, tienden a rechazar su equipo de fútbol principal, el París Saint-Germain, apoyado principalmente por los parisinos. Sin embargo, el Olympique de Marsella también atrae varios detractores. La rivalidad puede no ser la más antigua de la Primera División Francesa, pero es, sin duda, la más feroz e importante, tanto dentro como fuera del terreno de juego. Es el partido de fútbol más seguido en Francia, visto por millones de personas en el país. El club marsellés fue fundado a finales del siglo XIX, mientras que "Les Parisiens" lo hicieron mucho más tarde, en 1970, y en sus primeros partidos hubo pocos indicios de que los dos se convertirían en grandes rivales.
Los enfrentamientos entre ambos adquirieron un cariz relevante durante la temporada 1988-89. El París Saint-Germain (PSG) y el Olympique de Marsella (OM) se enfrentaron en un partido decisivo por el título en el Stade Vélodrome, con ambos equipos empatados a puntos y Franck Sauzée anotó el gol que daba al OM el título. En 1993 el Olympique se vio envuelto en un escándalo de corrupción de inmensas proporciones y la llegada de Canal + al París Saint-Germain pondría en peligro su hegemonía.
Basile Boli hizo el gol de la victoria ante el Milan en la final de la Liga de Campeones que le daba el título de campeón de Europa al equipo francés. Sus aficionados saludaron el triunfo al cantar "A jamais les premiers", que hace referencia al hecho de que ganaron el primer "Clásico" contra el PSG en 1971. Tres días más tarde, un cabezazo de Boli contra el París SG dio su quinta Ligue 1 al Marsella. La ciudad estalló con una gran alegría compartida en todo el país, pero apenas se había levantado el trofeo las celebraciones llegaron a su fin. Bernard Tapie sobornó al Valenciennes que perdiese para que el Marsella ganase la liga francesa antes, dándoles más tiempo para prepararse para la final de la Liga de Campeones. Por ello, el Marsella fue despojado después de su título de liga y fue descendido automáticamente a la Ligue 2 de la FFF, mientras que Bernard Tapie fue obligado a dimitir como presidente. El Marsella dominaría el clásico durante muchos años y de 1990 a 1999 no perdió ante su eterno rival en la liga.
El 8 de mayo de 1996, el Paris Saint-Germain se convirtió en el club europeo más joven en ganar un campeonato de la UEFA, haciéndolo en su 26º año al ganar la Recopa de Europa. Impulsado por el francés Youri Djorkaeff, el PSG se convirtió en el segundo club francés y el último en ganar un título europeo, superando al Rapid Wien con un lanzamiento de falta de Bruno N'Gotty. Luis Fernández se convirtió en el primer, y hasta ahora único, entrenador francés en ganar un trofeo europeo importante. El Paris Saint-Germain luego obtuvo su primera victoria liguera sobre su eterno rival desde 1990. El Olympique de Marseille terminaría la temporada a un punto del campeón Girondins de Bordeaux haciendo la victoria aún más especial para el club de la capital. El PSG se convirtió en el dominante, logrando ocho victorias consecutivas entre 2002 y 2004. París ganó los tres partidos disputados en 2003, incluyendo dos victorias en el Vélodrome, con superlativos partidos de Ronaldinho. Otros seis victorias llegaron para el PSG gracias a los goles de Pauleta. Anotó 6 goles en 11 apariciones, siendo el máximo goleador de Le Classique.
Los dos equipos se encontraron en la final de la Copa de Francia en 2006. El París SG estaba luchando por evitar el descenso, mientras que OM estaba buscando un lugar en Europa. El conjunto parisino, sin embargo, levantó la Copa de Francia por séptima vez en su historia gracias a un magnífico gol de Vikash Dhorasoo. Posteriormente, el París Saint-Germain consiguió su primera victoria en el Vélodrome desde 2004, pero el Marsella respondió con un triunfo en el Parc des Princes. Esta victoria de "Les Marsellais" facilitó la consecución de su noveno título de Ligue 1. El PSG, por su parte, otorgó a sus aficionados, tras una temporada difícil, su octava Copa de Francia para garantizar el retorno a competiciones europeas. El Olympique de Marseille derrotó al Paris Saint-Germain, por cuarta ocasión consecutiva, en el Trophée des Champions 2010.

## Estadísticas

### Balance de enfrentamientos
| Competición          | P.J. | Ganó OM | P.E. | Ganó PSG | G.OM | G.PSG |
| -------------------- | ---- | ------- | ---- | -------- | ---- | ----- |
| Liga Francesa        | 91   | 32      | 20   | 39       | 106  | 130   |
| Copa de Francia      | 14   | 2       | 2    | 10       | 13   | 27    |
| Copa de la Liga      | 2    | 0       | 0    | 2        | 2    | 5     |
| Supercopa de Francia | 2    | 0       | 1    | 1        | 1    | 2     |
| Total                | 109  | 34      | 23   | 52       | 122  | 164   |

### Partidos que decidieron un título
Ambos clubes se han enfrentado para decidir un título 4 veces; con 3 victorias para los parisinos y 1 para los marselleses. Estos enfrentamientos corresponden a 2 de Supercopa de Francia y 2 de la Copa de Francia.
Nombres de equipos en la época. Indicados partidos de finales definitorios de un título.
| Temporada            | Campeón                           | Resultado       | Subcampeón                        | Sede Final                       |
| Copa de Francia      | Copa de Francia                   | Copa de Francia | Copa de Francia                   |                                  |
| -------------------- | --------------------------------- | --------------- | --------------------------------- | -------------------------------- |
| 2006                 | Paris Saint-Germain Football Club | 2 - 1           | Olympique de Marsella             | Stade de France, Saint-Denis     |
| 2016                 | Paris Saint-Germain Football Club | 4 - 2           | Olympique de Marsella             | Stade de France, Saint-Denis     |
| Supercopa de Francia |                                   |                 |                                   |                                  |
| 2010                 | Olympique de Marsella             | 0 (5) - 0 (4)   | Paris Saint-Germain Football Club | Estadio Olímpico de Radès, Radès |
| 2020                 | Paris Saint-Germain Football Club | 2 - 1           | Olympique de Marsella             | Estadio Bollaert-Delelis, Lens   |

### Otros datos estadísticos
Datos actualizados al 26 de febrero de 2023.
| Más partidos | Más partidos       | Más partidos | Más partidos | Más partidos    | Más partidos |
| --- | ------------------ | ------------ | ------------ | --------------- | ------------ |
| \| Nacionalidad \| Nombre \| Posición \| Club(es) \| Periodo \| Partidos \| \| ------------ \| ------------------ \| -------- \| -------- \| --------------- \| -------- \| \| \| Steve Mandanda \| Portero \| OM \| 2007 – 2022 \| 30 \| \| \| Marco Verratti \| Volante \| PSG \| 2012 – 2023 \| 22 \| \| \| Marquinhos \| Defensa \| PSG \| 2013 – Presente \| 20 \| \| \| Sylvain Armand \| Defensa \| PSG \| 2004 – 2013 \| 18 \| \| \| Jean-Marc Pilorget \| Defensa \| PSG \| 1975 – 1989 \| 16 \| |                    |              |              |                 |              |
| |                    |              |              |                 |              |
| Nacionalidad | Nombre             | Posición     | Club(es)     | Periodo         | Partidos     |
| Bandera de Francia | Steve Mandanda     | Portero      | OM           | 2007 – 2022     | 30           |
| Bandera de Italia | Marco Verratti     | Volante      | PSG          | 2012 – 2023     | 22           |
| Bandera de Brasil | Marquinhos         | Defensa      | PSG          | 2013 – Presente | 20           |
| Bandera de Francia | Sylvain Armand     | Defensa      | PSG          | 2004 – 2013     | 18           |
| Bandera de Francia | Jean-Marc Pilorget | Defensa      | PSG          | 1975 – 1989     | 16           |

| Goleadores | Goleadores         | Goleadores | Goleadores | Goleadores  | Goleadores |
| --- | ------------------ | ---------- | ---------- | ----------- | ---------- |
| \| Nacionalidad \| Nombre \| Posición \| Club(es) \| Período \| Total \| \| ------------ \| ------------------ \| --------- \| -------- \| ----------- \| ----- \| \| \| Zlatan Ibrahimović \| Delantero \| PSG \| 2012 – 2016 \| 11 \| \| \| Kylian Mbappé \| Delantero \| PSG \| 2017 – \| 9 \| \| \| Edinson Cavani \| Delantero \| PSG \| 2013 – 2020 \| 7 \| \| \| Pauleta \| Delantero \| PSG \| 2003 – 2008 \| 6 \| \| \| Ángel Di María \| Extremo \| PSG \| 2015 – 2022 \| 5 \| \| \| Hervé Florès \| Delantero \| OM \| 1975 – 1981 \| 5 \| |                    |            |            |             |            |
| Nacionalidad | Nombre             | Posición   | Club(es)   | Período     | Total      |
| Bandera de Suecia | Zlatan Ibrahimović | Delantero  | PSG        | 2012 – 2016 | 11         |
| Bandera de Francia | Kylian Mbappé      | Delantero  | PSG        | 2017 –      | 9          |
| Bandera de Uruguay | Edinson Cavani     | Delantero  | PSG        | 2013 – 2020 | 7          |
| Bandera de Portugal | Pauleta            | Delantero  | PSG        | 2003 – 2008 | 6          |
| Bandera de Argentina | Ángel Di María     | Extremo    | PSG        | 2015 – 2022 | 5          |
| Bandera de Francia | Hervé Florès       | Delantero  | OM         | 1975 – 1981 | 5          |

| Máximas asistencias | Máximas asistencias | Máximas asistencias  | Máximas asistencias | Máximas asistencias | Máximas asistencias |
| --- | ------------------- | -------------------- | ------------------- | ------------------- | ------------------- |
| \| Fecha \| Competición \| Resultado \| Estadio \| Asistencia \| \| -------------------- \| ---------------- \| -------------------- \| ---------------- \| ---------- \| \| 21 de mayo de 2016 \| French Cup \| OM 2 – 4 PSG \| Stade de France \| 80,000 \| \| 29 de abril de 2006 \| French Cup \| OM 1 – 2 PSG \| Stade de France \| 79,061 \| \| 8 de febrero de 2023 \| French Cup \| OM 2 – 1 PSG \| Stade Vélodrome \| 65,234 \| \| 28 de julio de 2010 \| Champions Trophy \| OM 0 (5) – (4) 0 PSG \| Stade 7 November \| 57,000 \| \| 4 de febrero de 2007 \| Ligue 1 \| OM 1 – 1 PSG \| Stade Vélodrome \| 56,592 \| |                     |                      |                     |                     |                     |
| Fecha | Competición         | Resultado            | Estadio             | Asistencia          |                     |
| 21 de mayo de 2016 | French Cup          | OM 2 – 4 PSG         | Stade de France     | 80,000              |                     |
| 29 de abril de 2006 | French Cup          | OM 1 – 2 PSG         | Stade de France     | 79,061              |                     |
| 8 de febrero de 2023 | French Cup          | OM 2 – 1 PSG         | Stade Vélodrome     | 65,234              |                     |
| 28 de julio de 2010 | Champions Trophy    | OM 0 (5) – (4) 0 PSG | Stade 7 November    | 57,000              |                     |
| 4 de febrero de 2007 | Ligue 1             | OM 1 – 1 PSG         | Stade Vélodrome     | 56,592              |                     |

| \| Fecha \| Marcador \| Competición \| \| ------------------------ \| ------------ \| ----------- \| \| 7 de abril de 1979 \| PSG 4 – 3 OM \| Ligue 1 \| \| 26 de febrero de 2017 \| OM 1 – 5 PSG \| Ligue 1 \| \| 26 de octubre de 2008 \| OM 2 – 4 PSG \| Ligue 1 \| \| 8 de enero de 1978 \| PSG 5 – 1 OM \| Ligue 1 \| \| 5 de octubre de 1974 \| OM 4 – 2 PSG \| Ligue 1 \| \| 12 de diciembre de 1971 \| OM 4 – 2 PSG \| Ligue 1 \| \| 10 de noviembre de 2004 \| OM 2 – 3 PSG \| League Cup \| \| 15 de febrero de 2000 \| OM 4 – 1 PSG \| Ligue 1 \| \| 30 de septiembre de 1978 \| OM 4 – 1 PSG \| Ligue 1 \| \| 20 de septiembre de 1975 \| PSG 2 – 3 OM \| Ligue 1 \| |              |             |
| |              |             |
| Fecha | Marcador     | Competición |
| 7 de abril de 1979 | PSG 4 – 3 OM | Ligue 1     |
| 26 de febrero de 2017 | OM 1 – 5 PSG | Ligue 1     |
| 26 de octubre de 2008 | OM 2 – 4 PSG | Ligue 1     |
| 8 de enero de 1978 | PSG 5 – 1 OM | Ligue 1     |
| 5 de octubre de 1974 | OM 4 – 2 PSG | Ligue 1     |
| 12 de diciembre de 1971 | OM 4 – 2 PSG | Ligue 1     |
| 10 de noviembre de 2004 | OM 2 – 3 PSG | League Cup  |
| 15 de febrero de 2000 | OM 4 – 1 PSG | Ligue 1     |
| 30 de septiembre de 1978 | OM 4 – 1 PSG | Ligue 1     |
| 20 de septiembre de 1975 | PSG 2 – 3 OM | Ligue 1     |

| \| Fecha \| Marcador \| Competición \| \| ------------------------ \| ------------ \| ----------- \| \| 26 de febrero de 2017 \| OM 1 – 5 PSG \| Ligue 1 \| \| 8 de enero de 1978 \| PSG 5 – 1 OM \| Ligue 1 \| \| 28 de noviembre de 1986 \| OM 4 – 0 PSG \| Ligue 1 \| \| 15 de febrero de 2000 \| OM 4 – 1 PSG \| Ligue 1 \| \| 30 de septiembre de 1978 \| OM 4 – 1 PSG \| Ligue 1 \| \| 27 de noviembre de 2011 \| OM 3 – 0 PSG \| Ligue 1 \| \| 28 de febrero de 2010 \| PSG 0 – 3 OM \| Ligue 1 \| \| 9 de marzo de 2003 \| OM 0 – 3 PSG \| Ligue 1 \| \| 26 de febrero de 2023 \| OM 0 – 3 PSG \| Ligue 1 \| |              |             |
| Fecha | Marcador     | Competición |
| 26 de febrero de 2017 | OM 1 – 5 PSG | Ligue 1     |
| 8 de enero de 1978 | PSG 5 – 1 OM | Ligue 1     |
| 28 de noviembre de 1986 | OM 4 – 0 PSG | Ligue 1     |
| 15 de febrero de 2000 | OM 4 – 1 PSG | Ligue 1     |
| 30 de septiembre de 1978 | OM 4 – 1 PSG | Ligue 1     |
| 27 de noviembre de 2011 | OM 3 – 0 PSG | Ligue 1     |
| 28 de febrero de 2010 | PSG 0 – 3 OM | Ligue 1     |
| 9 de marzo de 2003 | OM 0 – 3 PSG | Ligue 1     |
| 26 de febrero de 2023 | OM 0 – 3 PSG | Ligue 1     |

| \| Club \| \| \| \| \| Club \| Desde \| Hasta \| Récord \| \| ---- \| ------------------------------------- \| ------------------------------------ \| ---------------------- \| \| PSG \| 8 de abril de 2012 PSG 2 – 1 OM \| 27 de octubre de 2019 PSG 4 – 0 OM \| 17 victorias, 3 empate \| \| PSG \| 26 de octubre de 2002 PSG 3 – 0 OM \| 3 de abril de 2005 OM 1 – 1 PSG \| 8 victorias, 1 empate \| \| OM \| 8 de septiembre de 1990 OM 2 – 1 PSG \| 15 de enero de 1994 PSG 1 – 1 OM \| 6 victorias, 3 empates \| \| PSG \| 7 de abril de 1979 PSG 4 – 3 OM \| 7 de septiembre de 1984 PSG 2 – 1 OM \| 6 victorias \| \| OM \| 20 de septiembre de 1975 PSG 2 – 3 OM \| 30 de agosto de 1977 OM 2 – 1 PSG \| 4 victorias, 1 empate \| |                                       |                                      |                        |
| Club |                                       |                                      |                        |
| Desde | Hasta                                 | Récord                               |                        |
| PSG | 8 de abril de 2012 PSG 2 – 1 OM       | 27 de octubre de 2019 PSG 4 – 0 OM   | 17 victorias, 3 empate |
| PSG | 26 de octubre de 2002 PSG 3 – 0 OM    | 3 de abril de 2005 OM 1 – 1 PSG      | 8 victorias, 1 empate  |
| OM | 8 de septiembre de 1990 OM 2 – 1 PSG  | 15 de enero de 1994 PSG 1 – 1 OM     | 6 victorias, 3 empates |
| PSG | 7 de abril de 1979 PSG 4 – 3 OM       | 7 de septiembre de 1984 PSG 2 – 1 OM | 6 victorias            |
| OM | 20 de septiembre de 1975 PSG 2 – 3 OM | 30 de agosto de 1977 OM 2 – 1 PSG    | 4 victorias, 1 empate  |

### Futbolistas que han jugado en ambos equipos
| Lista completa |
| --- |
| A - Fabrice Abriel - Jérôme Alonzo - Jocelyn Angloma - William Ayache B - Djamel Belmadi - Hatem Ben Arfa - Sarr Boubacar - Daniel Bravo - François Brisson C - Zoumana Camara - Lorik Cana - Benoît Cauet - Édouard Cissé - Patrick Colleter D - Stéphane Dalmat - Marcel De Falco - Frédéric Déhu - Jean-Pierre Destrumelle - Lassana Diarra - Kaba Diawara - Jean Djorkaeff - Jean-Pierre Dogliani F - Fabrice Fiorèse - Laurent Fournier G - Bruno Germain - Xavier Gravelaine H - Gabriel Heinze L - Thierry Laurey - Yvon Le Roux - Jean-Louis Leonetti - Jérôme Leroy - Claude Lowitz - Peter Luccin - André Luiz - Péguy Luyindula M - Modeste M'bami - Florian Maurice - Claude Makélélé N - Michel N'Gom - Bruno N'Gotty - Pascal Nouma - Jacky Novi P - Ilija Pantelić - Bernard Pardo - Cyrille Pouget R - Alain Roche T - Jean-Pierre Tokoto W - George Weah X - Daniel Xuereb |

## Palmarés
Se expone una tabla comparativa de competiciones oficiales, nacionales e internacionales, ganadas por ambos clubes. No se incluyen competiciones de carácter regional ni amistoso.
| Títulos | Nacionales             | Nacionales | Nacionales | Nacionales | Nacionales |   | Europeos | Europeos | Europeos | Europeos | Europeos |   | Mundiales | Mundiales | Total |   |    |
| --- | ---------------------- | ---------- | ---------- | ---------- | ---------- | - | -------- | -------- | -------- | -------- | -------- | - | --------- | --------- | ----- | - | -- |
| Títulos | Olympique de Marseille | 9          | 10         | 3          | 3          | 1 |          | 1        | -        | -        | 1        | - |           | -         | Total | - | 28 |
| Paris Saint-Germain F. C.                                                                                            | 13                     | 16         | 9          | 13         | -          |   | 1        | -        | 1        | 1        | -        |   | -         | -         | 54    |   |    |
| Datos actualizados hasta la obtención del último título por parte de alguno de los implicados el 31 de mayo de 2025. |                        |            |            |            |            |   |          |          |          |          |          |   |           |           |       |   |    |

### Carácter regional, nacional e internacional
| Club                      | Trofeos regionales | Trofeos nacionales | Trofeos europeos | Trofeos mundiales | Total |
| ------------------------- | ------------------ | ------------------ | ---------------- | ----------------- | ----- |
| Olympique de Marseille    | 18                 | 26                 | 2                | -                 | 46    |
| Paris Saint-Germain F. C. | -                  | 51                 | 3                | -                 | 54    |

Datos actualizados a: 31 de mayo de 2025.